# LXVI Puchar Gordona Bennetta (balonowy)
66. Puchar Gordona Bennetta – zawody balonów wolnych o Puchar Gordona Bennetta, które odbyły się w dniach 7–11 października 2023 roku w Albuquerque.

## Historia
Po wygranej w 64 turnieju przez Kurta Friedena i
Pascala Witprächtigera 66. puchar miał odbyć się w Szwajcarii. Ze względu na trwającą wojnę na Ukrainie szwajcarski aeroklub odstąpił organizację zawodów Stanom Zjednoczonym. W imprezie udział miały wziąć trzy drużyny z Polski. Ostatecznie wystartowały dwie po wycofaniu się ekipy w składzie Andrzej Olszewski i Jarosław Cieślak. Rywalizacja w zawodach rozpoczęła się 8 października o godzinie 2:00 czasu polskiego. 
Nie wystartował balon francuski FRA 3, z którego z powodu uszkodzenia powłoki uchodził wodór.
Zawody zakończyły się 11 października w momencie lądowania francuskiego balonu ze zwycięską załogą w składzie Eric Decellieres i Benoit Havret. Wręczenie nagród zaplanowano 14 października 2023 roku.

## Wypadek podczas zawodów
10 października balon POL 1 uległ katastrofie. Zdarzenie miało miejsce w  pobliżu Crandall w Teksasie. W wyniku wypadku piloci trafili do szpitala w Dallas. Krzysztof Zapart odniósł lekkie obrażenia, natomiast Piotr Hałas początkowo znajdował się w stanie krytycznym, który zmienił się na poważny. Zgodnie z relacją Krzysztofa Zaparta podczas lotu został otwarty w kierunku balonu ogień z broni maszynowej. Zapart tłumaczył, że słysząc strzały obawiali się, iż mogą być wzięci za chiński balon szpiegowski. W obawie przed uszkodzeniem piloci zdecydowali się na lądowanie podczas przelotu nad podstację elektryczną. Omijając urządzenia kosz wylądował, jednak czasza zetknęła się z linią energetyczną i wodór, którym był wypełniony balon eksplodował. Po dwumiesięcznym pobycie w szpitalu Piotr Hałas powrócił do kraju. Czeka go jeszcze długotrwała rehabilitacja.

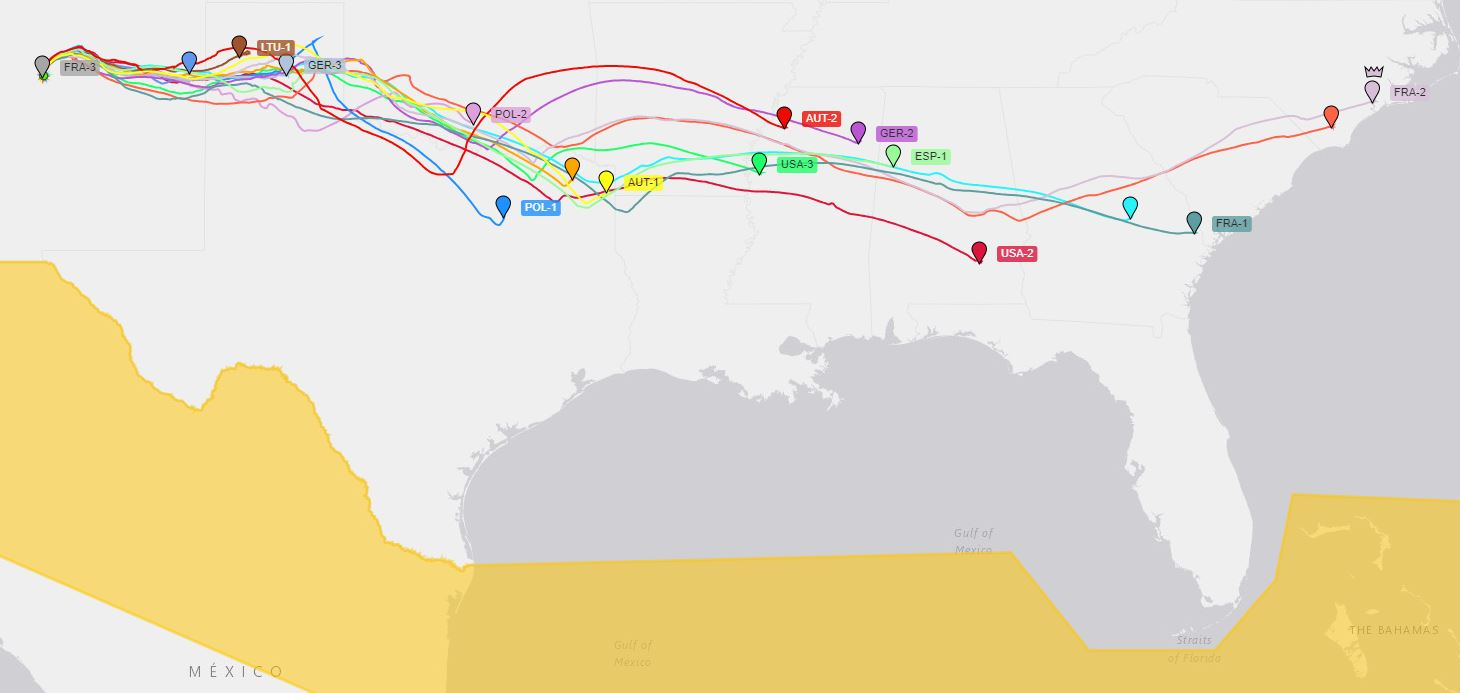
Mapa przelotu balonów podczas 66 Pucharu Gordona Bennetta

## Uczestnicy
Wyniki zawodów
| Zajęte miejsce | Nr zespołu Nr balonu Nazwa balonu  | Załoga pilot pomocnik pilota        | Kraj              | Czas lotu [h]   | Odległość [km]  | Miejsce lądowania Miejscowość (Państwo) |
| -------------- | ---------------------------------- | ----------------------------------- | ----------------- | --------------- | --------------- | --------------------------------------- |
| 1.             | FRA 2 F-PPSE (LE PETIT PRINCE)     | Eric Decellieres Benoit Havret      | Francja           | 85:43           | 2661,40         | Jacksonville                            |
| 2.             | GER 1 D-OTLI (Leonid)              | Wilhelm Eimers Benjamin Eimers      | Niemcy            | 85:15           | 2587,21         | Wilmington                              |
| 3.             | FRA 1 F PALL (MARIE MARVINGT)      | Benoit Pelard Benoit Peterle        | Francja           | 66:03           | 2359,95         | Savannah                                |
| 4.             | USA 1 N6395V (Across the Universe) | Noah Forden Bert Padelt             | Stany Zjednoczone | 65:31           | 2224,63         | Wrightsville                            |
| 5.             | USA 2 N505HY (Foxtrot Charlie)     | Barbara Fricke Peter Cuneo          | Stany Zjednoczone | 66:06           | 1947,68         | Troy                                    |
| 6.             | ESP 1 EC-MAK (KAMAROTÍ)            | Anulfo Gonzales Angel Aguirre       | Hiszpania         | 57:51           | 1727,19         | Fayette                                 |
| 7.             | GER 2 D-OSTL (Stuttgarter Hofbräu) | Benedict Munz Matthias Schlegel     | Niemcy            | 65:38           | 1649,04         | Okolona                                 |
| 8.             | AUT 2 OE-ZZM (NL-1000)             | Christian Wagner Stefanie Liller    | Austria           | 65:22           | 1496,42         | Marks                                   |
| 9.             | USA 3 N9YN (Snowbird)              | Mark Sullivan Cheri White           | Stany Zjednoczone | 57:44           | 1462,09         | Leland                                  |
| 10.            | AUT 1 D-ORZL (Nicaero Nautilo)     | Gerald Sturzlinger Wolfgang Spat    | Austria           | 57:21           | 1165,41         | Atlanta                                 |
| 11.            | GBR 1 G-???? (Mike)                | Deborah (Day) Scholes John Rose     | Wielka Brytania   | 43:53           | 1091,91         | Mount Pleasant                          |
| 12.            | POL 2 D-OBAD (WHITE EAGLE)         | Jacek Bogdański Przemysław Mościcki | Polska            | 36:05           | 872,48          | Springer                                |
| 13.            | GER 3 D-OASH (Sailer)              | Max Michels Andreas Michels         | Niemcy            | 19:47           | 489,03          | Groom                                   |
| 14.            | LTU 1 LY-OJU (Warsteiner)          | Robertas Komza Romanas Mikelevicius | Litwa             | 21:40           | 395,56          | Boys Ranch                              |
| 15.            | SUI 1 HB-QWV (Pure White)          | Balthasar Wicki Rene Erni           | Szwajcaria        | 18:27           | 294,03          | Logan                                   |
| 16.            | POL 1 D-OGBL (WHIT PILS)           | Krzysztof Zapart Piotr Hałas        | Polska            | 45:54           | 977,05          | Crandall                                |
| 17.            | FRA 3 F-HMDF (Mobil 1)             | Herve Moine Christophe Blanchard    | Francja           | nie wystartował | nie wystartował | nie wystartował                         |